# 横浜市立桜台小学校
横浜市立桜台小学校（よこはましりつ さくらだいしょうがっこう）は、神奈川県横浜市保土ケ谷区桜ケ丘一丁目にある公立小学校。

## 概要
- 桜並木の学園通り[1]沿いの台地上に立地しているため、周囲には坂道が多い。
- 横浜市立小学校最大の敷地で、校内には森があり、緑化指定校になっている。
- 保健指導に熱心で、体育は一年を通じて半そで半ズボンで行い、健康優良校も受章。
- 文部科学省の学力向上フロンティア推進校に指定され、少人数指導や2学期制の試行を行う。
- 近隣の岩崎中学校・桜丘高校と共同で学園通りコンサートを毎年開催する。
- 愛称は「桜小」（さくらしょう）。

## 沿革

### 経緯
1923年7月、当地に程谷小学校第二校舎が建てられたが、9月1日、始業式直後の関東大震災で全壊。当該校での授業は7月の終業式直前を含めた数日だけで、その後再建されなかった。1926年には程谷町立実科高等女学校が新設され、高等女学校→桜丘高校へと変遷、1954年に桜丘高校は現在地へ移転した。
1955年、周辺地域の児童数増加により保土ヶ谷小学校と岩崎小学校から学区分離して、桜丘高校移転跡地である当地に本校が開設された。学区の中心が桜ヶ丘で、学区に台の付く地名が多かったため、校名を「桜台」とした。 創立時の児童数は808名で、1970年代には900名を超えたこともあった。

### 年表
- 1955年 - 横浜市立桜台小学校創立
- 1961年 - 校歌制定
- 1966年 - 横浜市学校給食優良校表彰
- 1968年 - 横浜市学園緑化指定校
- 1970年 - 学校環境美化優良校表彰、横浜市研究指定校
- 1974年 - 神奈川県良い歯の学校表彰、全国花いっぱいコンクール優良賞
- 1975年 - 教育方法開発研究協力校
- 1977年 - 全日本良い歯の学校表彰
- 1979年 - 神奈川県健康優良校表彰
- 1980年 - 神奈川県学校緑化指定校
- 2002年 - 文部科学省学力向上フロンティア推進校
- 2003年 - 2学期制実施
- 2005年 - 創立50周年記念さくらっ子音頭作成

## 教育目標
自分の思いや願いを実現していこうとする子

## 基礎データ

### アクセス
- 相鉄本線星川駅から徒歩15分
- 横須賀線保土ケ谷駅から徒歩16分
- 横浜市営バス22系統25系統桜台小学校前から徒歩1分

### 学区
岩崎町（一部）、霞台（一部）、桜ケ丘、月見台（一部）、初音ケ丘（一部）、花見台（一部）、星川（一部）

### 校章
桜の花弁の中央に「台」を配した校章。

## 主な学校行事
- 5月 運動会
- 10月 文化祭「さくらっ子フェスティバル」
- 2月 学園通りコンサート

## 活動
- 器楽クラブは学園通りコンサートへ参加。
- PTA活動が盛んで、メンズクラブ・学援隊などの下部組織も持つ。